# Kreisiraadio
Kreisiraadio fue un trío cómico estonio, compuesto por los humoristas Hannes Võrno, Peeter Oja y Tarmo Leinatamm.

## Historia
El trío comenzó su trayectoria en la emisora privada Kuku Raadio, dentro del programa humorístico Kreisiraadio (traducible como «Radio loca»), que permaneció en antena desde 1993 hasta 1998. El espacio se hizo muy popular entre el público estonio por sus sketches basados en situaciones surrealistas y parodias. A raíz de su éxito, la radiodifusora pública Eesti Televisioon (ETV) les contrató para adpatarlo a un programa de televisión semanal, que se mantuvo en la programación desde 2001 hasta 2007.
En 2008 el trío se presentó a la preselección nacional de Estonia en el Festival de Eurovisión con la canción «Leto Svet», cuya letra en tres idiomas mezclaba frases inconexas que habían sido tomadas de diccionarios de viaje para turistas. El tema ganó con más del 50% del televoto, convirtiéndose en representante de Estonia en el Festival de Eurovisión 2008, pero en el certamen quedó penúltimo en la primera semifinal con tan solo ocho puntos y resultó eliminado. El mal resultado de Kreisiraadio motivó que la ETV reemplazara la preselección nacional por un nuevo certamen, el Eesti Laul.
Después de Kreisiraadio, los tres miembros han emprendido distintos proyectos por separado. Võrno ha compaginado su carrera como presentador de televisión con la política por el partido conservador Isamaa, especializándose en asuntos de Defensa; Oja continuó trabajando como actor y cómico; y Leinatamm fue parlamentario del Partido Reformista hasta su muerte en 2014.